# Steffen Justus
Steffen Justus (ur. 15 kwietnia 1982 w Jenie) – niemiecki triathlonista.
Karierę triathlonisty rozpoczął w 2000. Wicemistrz Świata w triathlonie w 2010.